# Hautvillers-Ouville
Hautvillers-Ouville – miejscowość i gmina we Francji, w regionie Hauts-de-France, w departamencie Somma.
Według danych na rok 2011 gminę zamieszkiwało 551 osób, a gęstość zaludnienia wynosiła 91 osób/km² (wśród 2293 gmin Pikardii Hautvillers-Ouville plasuje się na 607. miejscu pod względem liczby ludności, natomiast pod względem powierzchni na miejscu 776.).